# Championnat d'Italie de football de deuxième division 1985-1986
 (mars 2022).
Navigation
Édition précédente Édition suivante
La saison 1985-1986 de Serie B, organisée par la Lega Calcio pour la quarantième fois, est la 54e édition du championnat de deuxième division en Italie. Les trois premiers sont promus directement en Serie A et les quatre derniers sont relégués en Serie C.
À l'issue de la saison, le Ascoli Calcio termine à la première place et monte en Serie A 1986-1987 (1re division), accompagné par le vice-champion, Brescia Calcio  et le quatrième Empoli FC, le troisième Lanerossi Vicence se voit la promotion refusée à cause d'un scandale de paris sportifs truqués.

## Compétition
Le classement est établi sur le barème de points suivant :
- Victoire : 2 points
- Match nul : 1 points
- Défaite, forfait ou abandon du match : 0 point

La différence de buts départage les égalités de points dans la zone de relégation uniquement. 

### Classement
| Rang | Équipe              | Pts  | J  | G  | N  | P  | Bp | Bc | Diff |
| ---- | ------------------- | ---- | -- | -- | -- | -- | -- | -- | ---- |
| 1    | Ascoli Calcio R     | 50   | 38 | 17 | 16 | 5  | 56 | 33 | +23  |
| 2    | Brescia Calcio P    | 47   | 38 | 17 | 13 | 8  | 41 | 28 | +13  |
| 3    | Lanerossi Vicence P | 46   | 38 | 16 | 14 | 8  | 48 | 33 | +15  |
| 4    | Empoli FC           | 45   | 38 | 13 | 19 | 6  | 32 | 28 | +4   |
| 5    | US Triestina        | 44-1 | 38 | 15 | 15 | 8  | 40 | 30 | +10  |
| 6    | Bologne FC          | 41   | 38 | 15 | 11 | 12 | 37 | 29 | +8   |
| 7    | Genoa 1893          | 40   | 38 | 14 | 12 | 12 | 35 | 31 | +4   |
| 8    | AC Cesena           | 39   | 38 | 12 | 15 | 11 | 42 | 38 | +4   |
| 9    | US Cremonese R      | 37   | 38 | 10 | 17 | 11 | 35 | 31 | +4   |
| 10   | SS Campobasso       | 37   | 38 | 9  | 19 | 10 | 30 | 36 | -6   |
| 11   | US Arezzo           | 36   | 38 | 9  | 18 | 11 | 37 | 40 | -3   |
| 12   | Lazio Rome R        | 36   | 38 | 11 | 14 | 13 | 38 | 42 | -4   |
| 13   | Calcio Catane       | 36   | 38 | 12 | 12 | 14 | 30 | 37 | -7   |
| 14   | SS Sambenedettese   | 35   | 38 | 10 | 15 | 13 | 26 | 26 | 0    |
| 15   | Cagliari Calcio     | 35   | 38 | 13 | 9  | 16 | 27 | 38 | -11  |
| 16   | USC Palerme P       | 34   | 38 | 7  | 20 | 11 | 27 | 35 | -8   |
| 17   | Pescara Calcio      | 33   | 38 | 10 | 13 | 15 | 33 | 37 | -4   |
| 18   | AC Perugia          | 32   | 38 | 8  | 16 | 14 | 29 | 39 | -10  |
| 19   | US Catanzaro P      | 30   | 38 | 9  | 12 | 17 | 33 | 45 | -12  |
| 20   | AC Monza            | 26   | 38 | 6  | 14 | 18 | 25 | 45 | -20  |

|  | Promotion en Serie A                        |
|  | Relégation en Serie C                       |
|  | P : Promu de Serie C R : Relégué de Serie A |

- La saison est marquée par un scandale de paris sportifs truqués, le deuxième scandale du totonero. Les conséquences sont :
  - Lanerossi Vicence : refus de promotion en Serie A
  - Lazio Rome : exclusion et rétrogradation en Serie C, après appel le club reste en Serie B mais a une pénalité de 9 points pour la prochaine saison.
  - AC Perugia : rétrogradation en quatrième division avec 5 points de pénalité.
  - Cagliari Calcio : 5 points de pénalité pour la prochaine saison.
  - USC Palerme : 5 points de pénalité pour la prochaine saison, finalement le club se met en faillite ce qui provoque le repêchage de Pescara Calcio
  - US Triestina : 1 point de pénalité cette saison et 4 points pour la prochaine saison.